# Арадипу
Арадѝпу (на гръцки: Αραδίππου) е град в Кипър, окръг Ларнака. Според статистическата служба на Република Кипър през 2001 г. има 11 448 жители.